# کلیسای ابی سن فوی
کلیسای ابی سن فوی (فرانسوی: Abbatiale Sainte-Foy de Conques‎) در کونک، فرانسه، یک توقفگاه عمومی برای سفر زائران از «کامینو د سانتیاگو» به «سانتیاگو ده کومپوستلا» بود که هم‌اکنون اسپانیا است.
عمده مراسم زائران در کونک مربوط به باقی‌مانده سن فوی، یک زن جوانی که در قرن چهارم کشته شده بود. آثار باستانی سن فوی از طریق سرقت در سال ۸۶۶ به این شهر آمده بود. بعد از تلاش برای دزدیدن و به‌دست آوردن آثاری که در سنت وینسنت ساروگوسا و بعد در سنت وینسنت پومپیاک در اژن بود، مسئولان کلیسا از آثار سن فوی در کلیسای سن فیتس مراقبت کردند. مسئولان کلیسا در کنار زیارتگاه سلستد یک صومعه درست کردند. کشیشی آنقدر خودش را وفادار نشان داد که توانست آنها را بدزدد.